# Maratus nigromaculatus
Maratus nigromaculatus es una especie de arácnido perteneciente al género Maratus (arañas pavo real), dentro de la familia Salticidae (saltícidos). Descrito en 1883 por Keyserling como Ergane nigromaculata por un espécimen de Rockhampton. Esta especie se encuentra en Queensland, Australia. El nombre de la especie se deriva de las palabras en latín niger "negro" y maculatus "manchado".